# الستير (أسماء الله الحسني)
الستير من أسماء الله الحسنى، ورد في السنة النبوية، بينما لم يرد اسما الستار و الساتر في القرآن أو السنة  ، ومعناه : الذي من شأْنه حب الستر والصَّوْن والحياء .

## لغويًا
الستير في اللغة على وزن فعِّيل من صيغ المبالغة، فعله ستر الشيء يَسْتُرُه سَترًا: أَخفاه.

## في السنة النبوية
ورد الاسم في السنة النبوية ولم يرد في القرآن الكريم، فعن يعلى بن أمية:«أن رسول الله ﷺ رأى رجلا يغتسل بالبزار بلا إزار، فصعد المنبر، فحمد الله وأثنى عليه، ثم قال ﷺ: إن الله عز وجل حييٌّ ستير يحب الحياء والستر، فإذا اغتسل أحدكم فليستتر.»

## من الأقوال في معناه
- قال ابن الأثير: «ستير: فعيل بمعنى فاعل، أي: من شأنه وإرادته حبُّ السَّتر والصون.[2]»
- قال أبو بكر البيهقي: «ستير: يعني أنه ساتِرٌ يستر على عباده كثيرًا، ولا يفضحهم في المشاهد. كذلك يحبُّ من عباده السَّتر على أنفسهم، واجتناب ما يَشينهم، والله أعلم.[2]»
- وقال ابن القيم أيضًا في نونيته:

## الأقوال في ثبوته
- قال عبد العزيز الراجحي: «الستار لا أعلم أنه من أسماء الله، ولكن من أسماء الله: الستير، كما جاء في الحديث: إن الله حيي ستير، أما الستار فلا أعلم أنه من أسماء الله، وإنما هو من باب الخبر، أُخْبِرَ عن الله أنه ستار، وباب الخبر أوسع من باب الأسماء[4]»
- قال ابن عثيمين: «وأما الستير فقد ورد فيه حديث، ولكن يحتاج إلى نظر في صحته، فإذا صح فهو من أسماء الله؛ لأن مذهب أهل السنة والجماعة أن كل ما صح في أسماء الله عن رسول الله فإنه يثبت، أي: ثابت التسمية به[4]»